# Informe Fowler
L'Informe Fowler, publicat el 14 de març de 2000, és un informe de les Nacions Unides que detalla com diverses empreses, governs d'Àfrica i Europa, inclosos el d'Angola i l'ala política d'UNITA, van violar el protocol de Lusaka, així com les sancions imposades per l'ONU. Robert Fowler, ambaixador del Canadà a les Nacions Unides, va encapçalar la comissió que va compilar l'informe, que va generar una gran preocupació internacional destacant el fort vincle entre el comerç il·lícit de diamants i els conflictes del tercer món.

## Sancions de les Nacions Unides
Després de la represa de la Guerra Civil angolesa per UNITA, el Consell de Seguretat de les Nacions Unides va aprovar la Resolució 1173 i la Resolució 1176 el 1998, que pretenien posar fi al conflicte imposant sancions contra el moviment UNITA, dirigint específicament la seva capacitat de finançar la guerra a través de la venda de diamants de sang.

## Comerç de diamants que trenca les sancions
Malgrat les sancions imposades contra UNITA, l'organització va poder continuar finançant el conflicte; l'ONU va aprovar Resolució 1237, que va lliurar el grup d'experts de Robert Fowler un mandat per investigar com es van evitar les sancions. Segons l'Informe Fowler, UNITA va utilitzar diversos canals per vendre o canviar diamants per efectiu o armes. En un dels esquemes que va ser identificat, Joe de Deker, un antic accionista de De Beers, va treballar amb el govern del Zaire per subministrar equips militars a UNITA de 1993 a 1997. El germà de De Deker, Ronnie, era un traficant d'armes que suposadament viatjava amb ell des de Sud-àfrica fins a Angola, dirigint armes originàries d'Europa de l'Est. A canvi, UNITA va lliurar a Ronnie diamants per un valor de 6 milions de dòlars USA. De Deker va enviar els diamants per comprar a través de l'oficina de De Beers a Anvers (Bèlgica). De Beers va reconèixer obertament gastar 500 milions $ en diamants d'Angola legals i il·legals només en 1992. Les Nacions Unides estimen que els angolesos van assolir entre tres i quatre mil milions de dòlars a través del comerç de diamants entre 1992 i 1998. L'ONU també estima que d'aquesta suma, UNITA va fer almenys 3.720 milions de dòlars, o el 93% de totes les vendes de diamants, malgrat les sancions internacionals.

### Suport a UNITA
El president de Togo Gnassingbé Eyadéma va permetre a UNITA utilitzar Togo com a base d'operacions. Va donar diners als familiars de Jonas Savimbi i va enviar armes als militants d'UNITA. L'informe va condemnar al president de Burkina Faso Blaise Compaoré per enviar combustible a UNITA i mantenir una aliança més forta amb UNITA que tots els altres líders africans. Els governs de Ruanda i Gabon van repartir els avions d'UNITA i van enviar combustible a Angola. Els governs de Sud-àfrica, Zàmbia, Costa d'Ivori, Marroc i Bèlgica no van fer complir la prohibició de l'ONU de viatjar als funcionaris d'UNITA mentre que França, Portugal, Alemanya, Suïssa i els Estats Units van permetre a UNITA mantenir oficines als seus respectius països.

## Impacte
L'ONU no tenia facultats per fer efectiu el compliment de les sancions, de manera que l'informe va proposar denominar i avergonyir als països, empreses i persones implicades, i això va conduir directament a la aprovació de la Resolució 1295 del Consell de Seguretat de les Nacions Unides i la posterior constitució del Procés de Kimberley (Resolució 55/56 de l'Assemblea General de les Nacions Unides).